# Auchenipterus nuchalis
Auchenipterus nuchalis är en fiskart som först beskrevs av Johann Baptist von Spix och Agassiz 1829.  Auchenipterus nuchalis ingår i släktet Auchenipterus och familjen Auchenipteridae. IUCN kategoriserar arten globalt som livskraftig. Inga underarter finns listade.